# Casper van Uden
Casper van Uden (22 juli 2001) is een Nederlands baan- en wegwielrenner die sinds 2022 bij de hoofdmacht rijdt van Team Picnic-PostNL.

## Carrière
In 2019 won Van Uden het omnium tijdens de Europese kampioenschappen baanwielrennen voor junioren. Op de baan won Van Uden driemaal achtereenvolgend goud op de ploegenachtervolging bij de NK. In 2022 won hij zilver bij de koppelkoers, die hij samen reed met Yanne Dorenbos.
Op de weg won Van Uden in 2025 de vierde etappe in de Ronde van Italië 2025. In de massasprint om de zege stuurde hij zijn landgenoten Olav Kooij en Maikel Zijlaard respectievelijk naar de tweede en derde plek op het podium. Deze etappezege in de Giro was Udens eerste overwinning op UCI World Tour-niveau.

## Baanwielrennen

### Resultaten
| Jaar     | NK                                                                              | EK       |
| Junioren | Junioren                                                                        | Junioren |
| -------- | ------------------------------------------------------------------------------- | -------- |
| 2017     | 1 km tijdrit · achtervolging                                                    |          |
| 2018     | koppelkoers · omnium · puntenkoers · scratch                                    |          |
| 2019     |                                                                                 | omnium   |
| Elite    |                                                                                 |          |
| 2017     | ploegenachtervolging                                                            |          |
| 2018     | ploegenachtervolging · 50 km                                                    |          |
| 2019     | ploegenachtervolging · 4e omnium · 4e scratch · 5e koppelkoers · 9e puntenkoers |          |
| 2020     |                                                                                 |          |
| 2021     |                                                                                 |          |
| 2022     | koppelkoers · 6e puntenkoers · 8e scratch                                       |          |

## Wegwielrennen

### Overwinningen
2019
Kuurne-Brussel-Kuurne, junioren
2020
2e etappe B (TTT) Ronde van de Isard
2021
3e en 5e etappe Koers van de Olympische Solidariteit
2e etappe (TTT) Ronde van de Toekomst
Ronde van de Achterhoek
2022
2e en 4e etappe Ronde van Normandië
4e etappe Ronde van Bretagne
2024
1e etappe AlUla Tour
Ronde van Keulen
2e en 4e etappe ZLM Tour
Puntenklassement ZLM Tour
2025
4e etappe Ronde van Italië

### Resultaten in voornaamste wedstrijden
| Jaar | Ronde van Italië | Ronde van Frankrijk | Ronde van Spanje |
| ---- | ---------------- | ------------------- | ---------------- |
| 2022 |                  |                     |                  |
| 2023 |                  |                     |                  |
| 2024 |                  |                     |                  |
| 2025 | 150e (1)         |                     |                  |

| Jaar | Gent-Wevelgem | Parijs-Roubaix | Scheldeprijs | Parijs-Tours | Milaan-Turijn |  | Wereldranglijsten |
| ---- | ------------- | -------------- | ------------ | ------------ | ------------- |  | ----------------- |
| 2022 |               |                | 4e           | 32e          |               |  | 282e (UWR)        |
| 2023 | opgave        |                | 22e          | 89e          | ↑             |  | 350e (UWR)        |
| 2024 | 38e           | opgave         | 18e          |              | 55e           |  |                   |
| 2025 | 57e           |                |              |              |               |  |                   |

### Resultaten in kleinere rondes
| Jaar | Tirreno-Adriatico | Ronde van Polen | Renewi Tour | Ronde van Guangxi |
| ---- | ----------------- | --------------- | ----------- | ----------------- |
| 2023 |                   | 91e             | 61e         |                   |
| 2024 | 100e              | 82e             |             | 97e               |
| 2025 | 85e               |                 |             |                   |

## Ploegen
- 2022 –  Team DSM (vanaf 1/08)
- 2023 –  Team DSM
- 2024 –  Team dsm-firmenich PostNL
- 2025 –  Team dsm-firmenich PostNL

Arensman · Arndt · Bardet · Bittner (vanaf 1/8) · Bol · Brenner · Combaud · Dainese · Degenkolb · Denz · Donovan · Eekhoff · Hamilton · Heinschke · Hvideberg · A. Kragh Andersen · S. Kragh Andersen · Leknessund · Markl · Mayrhofer · Naberman · Nieuwenhuis · Pedersen · Rodenberg · Stork · Tusveld · van Uden (vanaf 1/8) · Vandenabeele · Vermaerke · Welsford
Andresen · Bardet · Bevin · Bittner · Brenner · Combaud · Dainese · Degenkolb · Dinham · Edmondson · Eekhoff · Hamilton · Heinschke · Hvideberg · Leknessund · Markl · Mayrhofer · Milesi · Naberman · Onley · Poole · Rodenberg · Stork · Tusveld · van Uden · Vandenabeele · Vanhoucke (tot 14/8) · Vermaerke · Welsford
Andresen · Bardet · Barguil · Van den Berg · Bevin · Bittner · Van den Broek · Combaud · Degenkolb · Dinham · Eddy · Edmondson · Eekhoff · Hamilton · Jakobsen · Leemreize · Leijnse · Liepiņš · Märkl · Naberman · Onley · Poole · Roosen · Tusveld · van Uden · Vermaerke · Welten · Koerdt (stagiair)